# ملعب بلدية نيكولاس شاهيون
ملعب بلدية نيكولاس شاهيون (بالإنجليزية: Estadio Municipal Nicolás Chahuán)‏ هو ملعب كرة قدم يقع في لا كاليرا، تشيلي، يتسع لـ 10,000 متفرج.

## التاريخ
افتتح الملعب في 1950.